# Trioxys phyllaphidis
Trioxys phyllaphidis är en stekelart som beskrevs av Mackauer 1961. Trioxys phyllaphidis ingår i släktet Trioxys och familjen bracksteklar. Inga underarter finns listade i Catalogue of Life.